# San Luis Río Colorado
San Luis Río Colorado is een stad in de Mexicaanse staat Sonora. San Luis Río Colorado heeft 138.796 inwoners (census 2005) en is de hoofdplaats van de gemeente San Luis Río Colorado.
San Luis Río Colorado, in de volksmond San Luis RC, ligt in het uiterste noordwesten van Sonora, gelegen aan de grens met de Verenigde Staten. Aan de overzijde ligt de stad San Luis in de staat Arizona. Ten westen van de stad ligt de Colorado die de grens met de staat Baja California vormt. De aanwezigheid van de Colorado zorgt ervoor dat de plaats in een vruchtbaar gebied ligt in de verder gortdroge Altarwoestijn.
San Luis is gesticht in 1917, hoewel zich op dezelfde plaats voorheen al missieposten en haciënda's bevonden. De plaats alleen via de Verenigde Staten te bereiken tot 1958, in dat jaar werden zowel de brug over de Colorado die San Luis met Baja California verbindt als de Federale Weg 2 die de stad met de rest van Sonora bevindt voltooid.